# San Marino RTV
A San Marino RTV, ou simplesmente SMRTV, é a emissora pública de rádio e televisão da República de San Marino, fundada em 1991. A SMRTV é membro da União Europeia de Radiodifusão (UER/EBU) e representa oficialmente o país em eventos internacionais como o Festival Eurovisão da Canção. A emissora opera canais de televisão e estações de rádio com programação que inclui notícias, entretenimento, cultura, esportes e transmissões institucionais, servindo tanto a população local quanto o público estrangeiro interessado em conteúdos san-marineses.

## Serviços

### Rádio
- Radio San Marino (102.7 FM) Fundada em 27 de dezembro de 1992, a Radio San Marino é a primeira estação de rádio nacional da República de San Marino. Sua programação é generalista, abrangendo uma ampla variedade de conteúdos, com especial ênfase em notícias, atualidades, cultura e eventos locais. A emissora visa informar e entreter a população san-marinesa, oferecendo também programas educativos, debates e entrevistas que refletem a vida e os interesses da pequena república.

- San Marino Classic (103.2 FM) Criada em junho de 2004, a San Marino Classic é uma estação de rádio musical dedicada principalmente a gêneros clássicos e música popular atemporal. Além de sua programação musical, a emissora desempenha um papel importante na cobertura esportiva e institucional, retransmitindo as partidas da Liga de Futebol de San Marino, promovendo o esporte local. Também transmite as sessões oficiais do Conselho Grande e Geral, o parlamento nacional, garantindo transparência e acesso público às decisões políticas do país.

### Televisão
- RTV San Marino A RTV San Marino é o canal de televisão público da República de San Marino, transmitindo 24 horas por dia. Sua programação é diversificada, com foco principal em notícias locais e internacionais, documentários culturais, programas educacionais e cobertura de eventos esportivos. O canal também destaca produções que promovem a cultura, história e tradições san-marinenses, além de transmitir debates políticos e eventos oficiais do governo, reforçando seu papel como principal veículo de comunicação pública do país.